# Перечень лиц, создающих угрозу национальной безопасности Украины
Перечень лиц, создающих угрозу национальной безопасности Украины (укр. Перелік осіб, які створюють загрозу нацбезпеці України), неформально известный, как Чёрный список Министерства культуры Украины (укр. Чо́рний спи́сок Міністе́рства культу́ри Украї́ни) — список лиц, создающих угрозу национальной безопасности Украины, составленный Министерством культуры Украины на основании обращений СБУ, СНБО или Нацсовета по вопросам телевидения и радиовещания. Фактически, этот список обновляется только при обращениях СБУ, поскольку с момента создания перечня ни СНБО, ни Нацсовет по телевидению и радиовещанию не подали ни одного имени в Минкульт для обновления списка.
Пребывание лица в этом списке означает введение в действие против него определенных ограничений таких, как запрет на въезд в Украину или отказ Госкино Украины в выдаче государственного удостоверения на право распространения и демонстрации фильмов с участием этого лица. Кроме того, в 2017 году в Верховную Раду Украины был внесен и принят законопроект № 6682 о гастрольных мероприятиях в Украине, согласно которому исполнители из Российской Федерации смогут гастролировать в Украине только после согласования своих гастролей с СБУ. Законом, в частности, запрещается проведение гастрольного мероприятия, участником которого является лицо, внесенное в Перечень лиц, создающих угрозу национальной безопасности Украины.

## История

### Возникновение перечня
8 июля 2015 года активисты движения «Отпор» (укр. «Відсіч») провели театрализованную акцию под зданием Министерства культуры Украины с требованием запретить любую трансляцию фильмов, песен, передач, шоу и другого контента. Молодые люди передали список из 568 российских артистов и телезвёзд, которые, по мнению активистов, должны быть запрещены. По данным Министерства культуры Украины перечень содержал 567 человек. В этот же день, Минкульт Украины направило в МИД Украины и СБУ список с уточнёнными данными о 117 деятелях культуры Российской Федерации, публично поддержавших антиукраинскую военную агрессию на востоке Украины, аннексию Крыма и высказывавших возражения насчёт государственного суверенитета и независимости Украины, по которому предлагалось применить ограничительные меры в соответствии с законом «О санкциях», принятого Верховной Радой Украины в 2014 году.
Ознакомившись со списком из 117 человек, который составили активисты движения «Отпор», 7 августа 2015 года СБУ предоставила Министерству культуры Украины список из 14 человек, действия которых по данным СБУ создают угрозу национальной безопасности Украины. 8 августа того же года Министерство культуры Украины обнародовало этот список. Большинство из фигурантов этого списка были уже объявлены в Украине персонами нон грата.

### Хронология внесения лиц в перечень
8 августа 2015 Министерство культуры Украины получило список из 14 человек, действия которых по данным СБУ создают угрозу национальной безопасности Украины, и основываясь на этом списке создали Перечень лиц, создающих угрозу национальной безопасности Украины.
6 октября 2015 список дополнили еще 26 лицами, доведя общее количество лиц в списке до 40 человек. 24 декабря 2015 в список добавили еще 43 человека, поэтому общее число лиц перечня выросло до 83 персон. Впоследствии, список дополнили еще 6 лицами, доведя общее количество лиц в нём до 89 человек. В частности, Яна Цапника добавили 30 декабря 2016 года, Виктора Калину — 15 мая 2017 года, Дениса Майданова, Зарифу Мгоян (Зару) и Сергея Трофимова — 18 мая 2017 года, а Александра Панкратова — 22 июня 2017 года.
20 сентября 2017 года обнародован приказ № 921 Министерства культуры Украины «О дополнении (обновлении) перечня лиц, создающих угрозу национальной безопасности…», в котором министр культуры приказал дополнить перечень 27 лицами. На практике, список был дополнен только 23 лицами, среди остальных четырёх — трое уже были добавлены в список (Ирина Богачева и Станислав Пьеха ещё 6 октября 2015 года, а Василий Лановой ещё 24 декабря 2015 года), а четвёртого, актёра Валерия Юрина, так и не добавили в список, опубликованном на сайте Минкульта. Соответственно, общий список вырос на 23 человека до 112 персон.
6 и 28 ноября 2017 в перечень были добавлены 2 человека: Вячеслав Машнов (Слава КПСС) и Фёдор Добронравов. Общий список вырос до 114 персон.
15 января 2018 года обнародован приказ № 55 Министерства культуры Украины «О дополнении (обновлении) перечня лиц, создающих угрозу национальной безопасности…», в котором перечень дополнился 4 лицами, в частности в список попали российские певцы Дмитрий Фомин и Василий Вакуленко (Баста), российский кинорежиссёр Никита Михалков и белорусский телеведущий Дмитрий Шепелев. Общий список вырос до 118 персон.
30 января 2018 года приказ № 86 Министерства культуры Украины дополнил перечень ещё двумя лицами: Владимиром Меньшовым и Ильёй Резником. Общий список вырос до 120 человек.
1 февраля 2018 года приказом № 93 Минкульта Украины в перечень попали ещё 4 человека, а именно: Егор Баринов, Евгений Бакалов, Александр Фисенко и Александр Якимчук. Общий список вырос до 124 персон.
6 марта 2018 года согласно приказу № 184 Минкульта Украины перечень пополнили ещё 7 человек. В обновлённый список вошли Александр Баширов, Александр Буйнов, Лариса Долина, Алексей Долматов (Гуф), Александр Миньков, Алиса Фрейндлих и Виктория Цыганова. Общий список вырос до 131 персоны. Впоследствии, стало известно, что 24 мая 2018 года в список попал ещё один человек — Ренат Давлетьяров, а 6 июня 2018 ещё два человека, а именно Василий Сахаров и Максим Щеголев. Общий список вырос до 134 персон.
15 августа 2018 года стало известно, что в перечень попали ещё четыре человека: писатели Лев Вершинин, Захар Прилепин, Александр Тамоников и Александр Широкорад. Общий список вырос до 138 человек.
20 сентября 2018 года в перечень добавили ещё четыре человека: Александра Дугина, Ростислава Ищенко, Михаила Поликарпова и Анатолия Терещенко. Общий список вырос до 142 персон.
22 октября 2018 года в перечень внесли ещё два человека: Леонид Ярмольник и Ирина Алферова. Общий список вырос до 144 человек.
10 декабря 2018 года в перечень внесли актёра и режиссёра Микеле Плачидо. Общий список вырос до 145 персон.
В период между декабрем 2018 года и январем 2019 Министерство культуры Украины обновило перечень и добавило в него певца и актёра Валерия Юрина. которого приказом Минкульта по приказу № 921 должны были добавить в список еще 27 сентября 2017, но этого так и не было сделано до этого момента. Общий список вырос до 146 персон.
6 марта 2019 года МКУ обновили перечень и добавили в него итальянского певца Альбано Карризи. Общий список вырос до 147 персон.
21 марта 2019 года МКУ добавили в перечень российскую актрису и телеведущую Екатерину Варнаву. Общий список вырос до 148 персон.
14 июня 2019 года из списка убрали российского актёра Фёдора Добронравова. Общий список снизился до 147 персон.
9 октября 2019 в перечень добавили Анатолия Фалинского, Марию Перн, Юрия Миронцева и Наталью Колоскову. Общий список вырос до 151 персоны.
17 октября 2019 из списка убрали итальянского певца Альбано Карризи. Общий список снизился до 150 персон.
17 января 2020 года приказом Министерства культуры, молодёжи и спорта Украины в перечень были внесены Лариса Надиктова, Яна Павлова, и Диана Теркулова. Общий список вырос до 153 персон.
13 и 25 февраля 2020 года приказом МКТС в перечень были внесены Валерий Сюткин и Борис Щербаков. Общий список вырос до 155 персон.
18 марта 2020 года МКТС опубликовал приказ об удалении из перечня российской актрисы Екатерины Варнавы по представлению из СБУ. Впоследствии в СБУ объяснили, что Варнаве был разрешён въезд в Украину, потому что срок запрета истёк (запрет должен был действовать с 2017 по 2022 год). Общий список снизился до 154 персон.
8 мая 2020 года приказом Министерства культуры и информационной политики Украины в перечень была внесена Анастасия Тодорова. Общий список вырос до 155 персон.
16 сентября 2020 года МКИП опубликовал приказ об обновлении перечня и удалении из него Василия Вакуленко (Басты). Общий список уменьшился до 154 персон.
16 ноября 2020 года приказом МКИП в перечень был внесён Павел Трубинер. Общий список вырос до 155 персон.
19 ноября 2020 года приказом МКИП в перечень внесли Максима Фадеева. Общий список вырос до 156 персон.
22 декабря 2020 года приказом МКИП в перечень был внесён Алексей Гуськов. Общий список вырос до 157 персон.
25 января 2021 года приказом МКИП в перечень были внесены Алёна Апина и Юлия Глебова (Юлия Беретта). Общий список вырос до 159 персон.
27 января 2021 и 29 января 2021 года приказом МКИП в перечень были внесены: Ольга Засульская (Лоя), Денис Клявер, Ольга Кормухина, Игорь Саруханов и Марк Тишман. Общий список вырос до 164 персон.
22 июня 2021 в перечень добавили российского певца Филиппа Киркорова. Общий список вырос до 201 персоны, однако уже через три дня Филиппа Киркорова из этого списка убрали, таким образом количество человек в списке вернулось к 200.

## Попытки отменить перечень

### Попытка партии «Оппозиционный блок» отменить перечень
30 декабря 2015 года Окружной административный суд города Киева, на основании заявления политической партии «Оппозиционный блок» (до 2014 года известная, как «Партия регионов», а после марта 2019 году, как «ОПЗЖ»), открыл производство № 826/28278/15 против Министерства культуры Украины относительно обжалования Перечня лиц, создающих угрозу национальной безопасности Украины. В январе 2016 года стало известно, что суд обязал Министерство культуры Украины предоставить на рассмотрение ОАСК актуальный перечень, а также копии материалов, на основании которых лица включались в этот список. Впоследствии, также стало известно, что заседание Окружного административного суда города Киева по этому делу было перенесено с 10 февраля 2016 года на 16 марта 2016 года в связи с пребыванием судьи, который входит в состав коллегии, на больничном.
В ответ на попытку «Оппозиционного блока» отменить перечень, в январе 2016 года украинские художники и активисты выступили против обжалования и за полный запрет российского медиа-продукта в Украине. В феврале 2016 года заместитель министра культуры Украины Ростислав Карандеев, заверил, что перечень лиц, которые создают угрозу нацбезопасности Украины не будет отменён или сокращён и что, возможно, перечень будет даже расширен.

### Попытка партии «Слуга народа» отменить перечень
В январе 2020 года депутаты от партии «Слуга народа» подали проект закона «О СМИ», согласно которому список художников, которые создают угрозу нацбезопасности Украины фактически исчезнет. В ответ на такие действия правящей партии, представители украинской общественности провели ряд публичных акций в январе-июне 2020, где выступили с обращением к представителям власти и в частности к президенту Украины Владимиру Зеленскому, в котором требуют не отменять действующий перечень лиц, которые создают угрозу национальной безопасности.